# Moamba de galinha

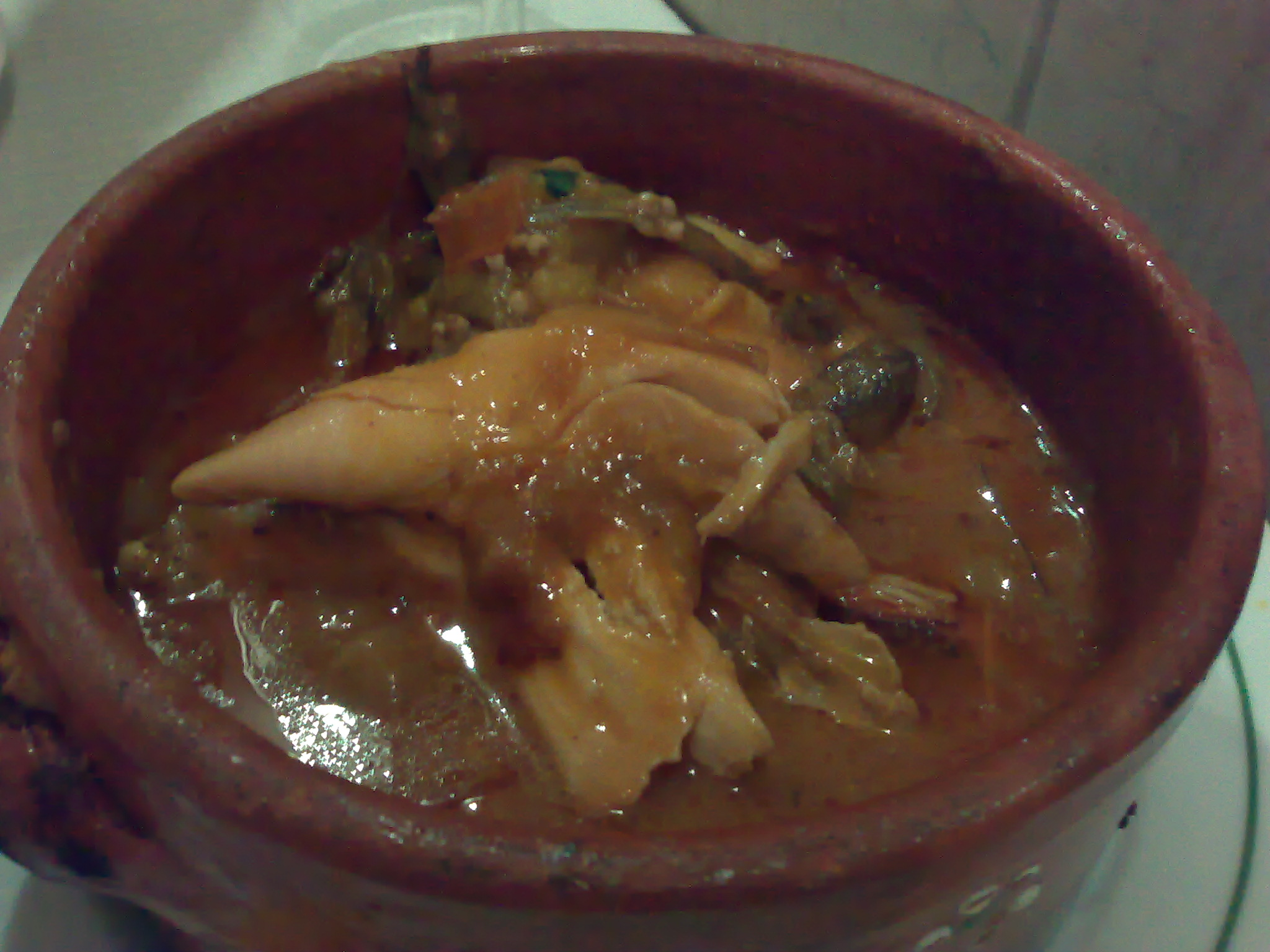
Moamba de galinha

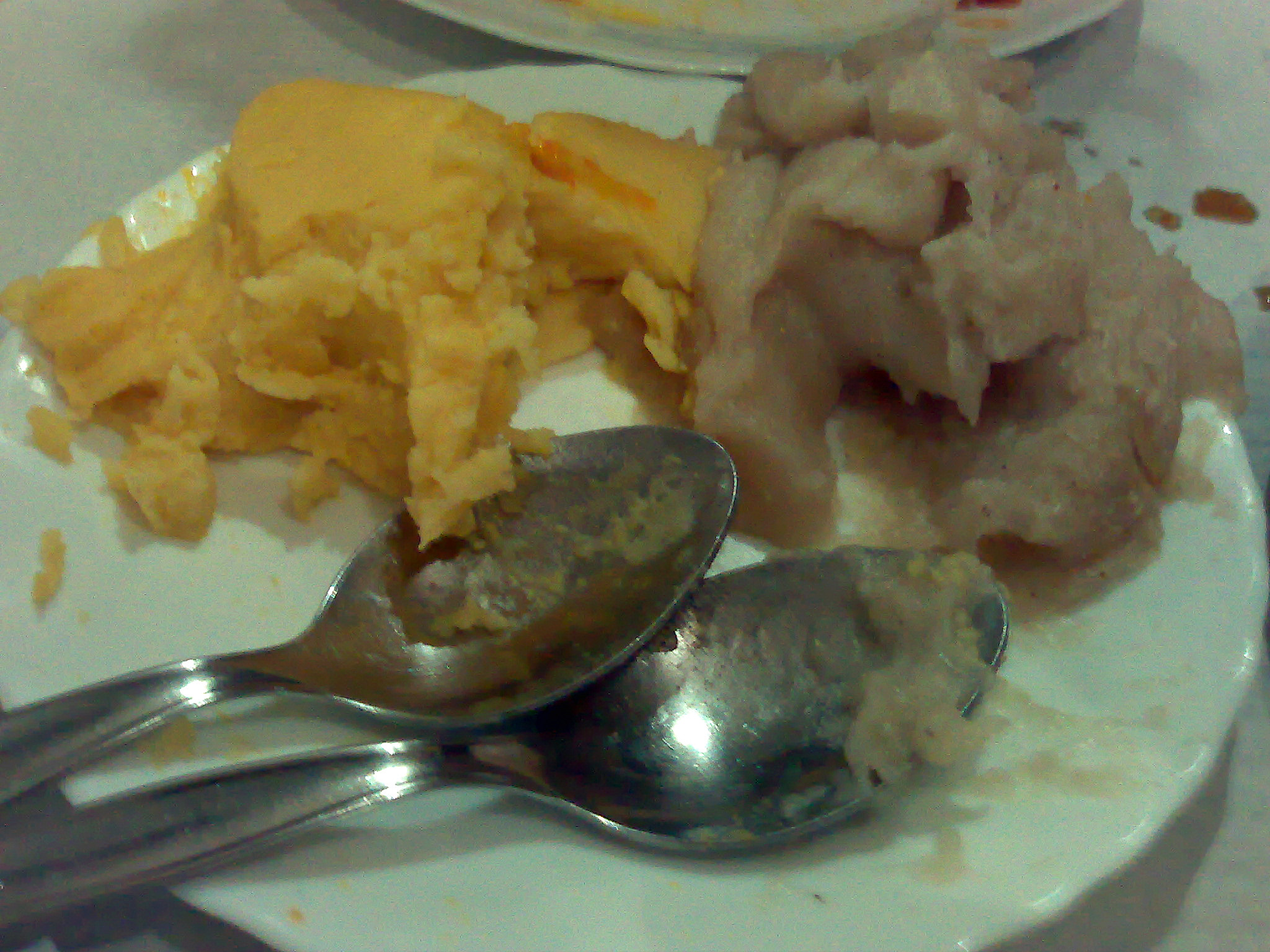
Funge acompanhando a moamba

Moamba de galinha (grafa-se também muamba) é um prato típico da culinária angolana. Constitui um dos pratos mais populares do país. A sua confecção envolve, para além da galinha, amendoim ou, óleo de palma, quiabos, gindungo, cebola, e alho.
A galinha é cortada em pedaços e temperada com sal, alho e gindungo, sendo, em seguida, cozinhada com a cebola. Mais tarde, são adicionados o óleo de palma (que pode ser confeccionado com dendéns frescos ou adquirido pronto a usar), os quiabos.
A moamba é servida com pirão ou funge, que consiste em farinha de milho ou de mandioca cozida.